# Toufik Hakkar
Toufik Hakkar (en arabe : توفيق حكار), est un chef d'entreprise algérien. Il est président-directeur général du groupe Sonatrach de février 2020 à octobre 2023.

## Biographie

### Formation
Toufik Hakkar est titulaire d’un doctorat en management et d’un diplôme d’ingénieur en économie pétrolière. Il a étudié à l'université Eni Corporate. 

### Carrière
Il a été le vice-président business development et marketing de Sonatrach. Durant cette période il a notamment été le chef du groupe de travail chargé de l’élaboration de la nouvelle loi sur les hydrocarbures. Le 5 février 2020, il est nommé PDG du groupe Sonatrach par le président de la République, Abdelmadjid Tebboune. Il remplace Kamel Eddine Chikhi ,. 
Le 2 octobre 2023, il est limogé et remplacé par Rachid Hachichi à la tête de Sonatrach. Les raisons de ce remplacement ne sont pas évoquées par l'Etat algérien,.

## Prix et reconnaissances
En décembre 2021, il est médaillé de l'ordre du Mérite national par le président de la République, Abdelmadjid Tebboune, au rang achir.